# 382900 Rendelmann
382900 Rendelmann este o planetă minoră (asteroid) din centura de asteroizi. A fost descoperită pe 6 septembrie 2004 la Altschwendt⁠(d) de Wolfgang Ries⁠(d). 
Obiectul prezintă o orbită caracterizată de o semiaxă mare de 2,6189140146787 UAi, o excentricitate de 0,12585646230261, o înclinație de 8,4232626760264 ° în raport cu ecliptica.